# Богаевский, Павел Павлович
Па́вел Па́влович Богае́вский (1876—1961) — русский военный  деятель, генерал-майор  (1917). Георгиевский кавалер, герой Первой мировой войны, участник Русско-японской войны и «белого» движения, белоэмигрант.

## Биография
Из потомственных дворян Киевской губернии. Родился 28 июня (10 июля) 1876 года. Православного вероисповедания.
По окончании курса Владимирского Киевского кадетского корпуса, в сентябре 1894 года, в Санкт-Петербурге, вступил в военную службу юнкером Павловского военного училища. В августе 1896 года, по окончании курса военного училища по 1-му разряду, произведен в подпоручики (со старшинством с 12.08.1895) и выпущен в  57-й пехотный Модлинский полк, расквартированный в Одессе, затем в Херсоне, пройдя в этом полку службу от младшего офицера (в 1896 году) до командира полка (в 1916 году).
За выслугу лет в сентябре 1900 года был произведен в поручики (старшинство с 12.08.1899), затем в октябре 1904 года — в штабс-капитаны (старшинство с 12.08.1903).
С 1904 года — участник Русско-японской войны в составе своего полка, отмобилизованного и отправленного в действующую армию. Был ранен, за боевые отличия в этой войне награждён орденами Святой Анны 4-й степени с надписью «За храбрость» и Святого Станислава 3-й степени с мечами и бантом.
22 июня 1907 года, за боевые отличия, был произведен в капитаны, со старшинством с 17.02.1905 (с даты оказания подвига); с сентября 1905 года — командир роты.
Был участником международной миротворческой миссии на острове Крит, длившейся 11 лет (с 1898 по 1909 год), — некоторое время был в командировке в составе отряда русских войск на Крите.
С июля 1914 года — участник Первой мировой войны в составе своего полка. В апреле 1915 года, за отличия в делах против неприятеля, произведен в подполковники; командир батальона. В апреле 1916 года произведен в полковники; с мая 1916 года — командир 57-го пехотного Модлинского полка. В 1917 году командовал бригадами 14-й (с 22.04.1917 по 27.07.1917), затем 15-й, пехотных дивизий. С октября 1917 года — генерал-майор.
Высочайшим приказом от 24 февраля1915 года был награждён Георгиевским оружием: 
…за то, что в боях под Фельштином удержал в течение пяти дней, со 2 по 6 октября 1914 года, редут, отбивая неоднократные повторные атаки значительно превосходных сил противника.

Высочайшим приказом от 22 декабря 1915 года награждён орденом Святого Георгия 4-й степени: 
…за то, что в бою 15 мая 1915 года у д. Накло, получив важнейшую задачу не допустить прорыва австро-германцев на шоссе Львов–Перемышль, блестяще выполнил её; перешёл в решительное наступление, чем остановил напор во много раз сильнейшего противника и заставил его перейти к обороне. После этого удержал позицию до прихода подкреплений, чем отстранил опасность прорыва и окружения частей, находящихся на левом берегу р. Сан.
После Октябрьской революции 1917 года, в 1918 году, служил в армии Украинской державы в чине генерального хорунжего, — командир 5-й пехотной дивизии 3-го Одесского армейского корпуса.
После ликвидации гетманата, в начале 1919 года во главе кадра своей дивизии перешёл в состав российской Добровольческой армии. Оборонял Одессу и Николаев от наступавших украинских «красных» формирований атамана Григорьева; отступил в Крым.
Весной 1919 года эвакуирован из Севастополя в Новороссийск на крейсере «Кагул» («Генерал Корнилов»). С 11.04.1919 — состоял в резерве чинов при штабе Главнокомандующего ВСЮР, с 27.06.1919 — начальник 3-го этапного участка Екатеринодар– Батум.
25 марта 1920 года эвакуирован из Новороссийска в Крым на судне «Бюргермейстер Шредер». До эвакуации Крыма в ноябре 1920 года был в составе Русской армии барона Врангеля.
С 1920 года — в эмиграции в Югославии; служил в югославской армии. С 1945 года — в Италии.
Жена — Евгения Михайловна, урожд. Пелевина (1888—1979).
Дочь — Ирина (04.02.1920, Новороссийск — 29.10.1993, Рим), замужем за А. Н. Саковым (1915—1974), сыном одного из первых русских авиаторов Н. С. Сакова и Нины Сергеевны Саковой, урожд. Бехтеевой, сестры известного поэта русской эмиграции Сергея Бехтеева.
Умер 17 октября 1961 года. Похоронен в Риме на кладбище Тестаччо; там же похоронены жена и дочь.

## Награды
- Орден Святой Анны 4-й степени с надписью «За храбрость» (1905; утв. ВП от 11.05.1906)
- Орден Святого Станислава 3-й степени с мечами и бантом (ВП от 04.11.1907), — за боевые отличия
- Орден Святой Анны 3-й степени (ВП от 25.04.1910)
- Медаль «В память русско-японской войны» (светло-бронзовая, с бантом, 1906/1910)
- Медаль «В память 300-летия царствования дома Романовых» (1913)
- Орден Святого Станислава 2-й степени (ВП от 03.02.1914)
- Орден Святой Анны 2-й степени с мечами (ВП от 13.02.1915, страница 12)
- Орден Святого Владимира 4-й степени с мечами и бантом (ВП от 13.02.1915, страница 12)
- Георгиевское оружие (утв. ВП от 24.02.1915)
- Орден Святого Георгия 4-й степени (утв. ВП от 22.12.1915)
- Мечи к имеющемуся ордену Святого Станислава 2-й степени (утв. ВП от 19.04.1916)
- Мечи и бант к имеющемуся ордену Святой Анны 3-й степени (утв. ВП от 01.08.1916)
- Орден Святого Владимира 3-й степени с мечами (ВП от 30.09.1916)
- Высочайшие благоволения (ВП от 02.10.1916), — за отличия в делах против неприятеля